# Écho et Narcisse
För andra betydelser, se Echo och Narkissos.

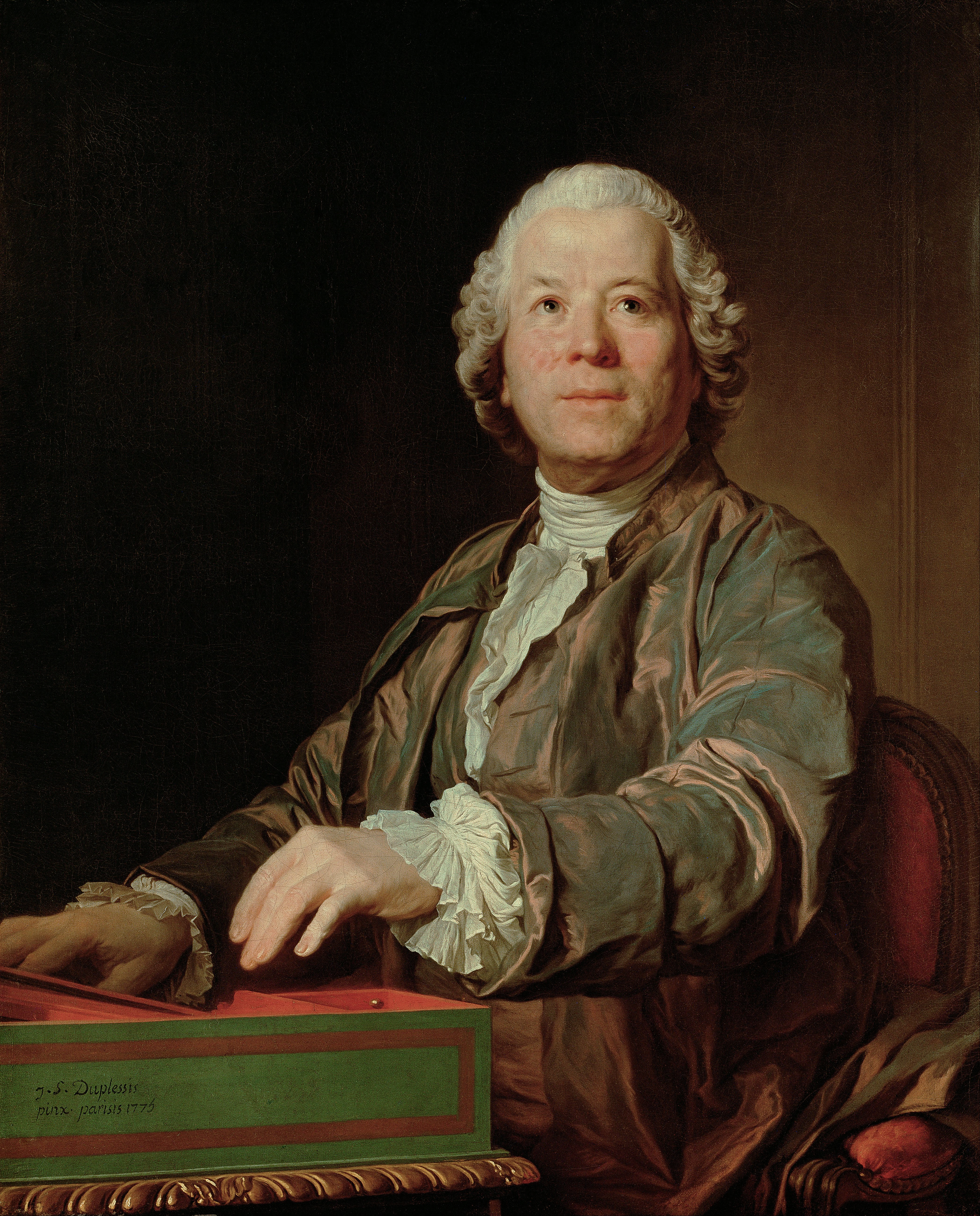
Christoph Willibald Gluck

Écho et Narcisse (Echo och Narkissos) är en opera (drame lyrique) i en prolog och tre akter med musik av Christoph Willibald Gluck och libretto av Jean-Baptiste-Louis-Théodore de Tschudi, efter Ovidius Metamorfoser. 

## Historia
Operan var Glucks sista (om man bortser från den tyska versionen av Iphigénie en Tauride) och skriven i den pastorala traditionen som inte var särskilt populär på Parisoperan när det begav sig. Operan hade premiär den 24 september 1779 men blev mer eller mindre ett fiasko och lades ned efter tolv föreställningar. Gluck omarbetade operan. Denna andra version hade premiär den 8 augusti 1780 på Palais-Royal i Paris och gjorde större lycka på en mindre scen. 

## Personer
- Echo, en nymf (sopran)
- Aglaé, en nymf, Echos väninna (sopran)
- Eglé, en nymf, Echos väninna (sopran)
- Amour (Cupido) (sopran)
- Narcisse (Narkissos), en jägare, son till Kefissos (tenor)
- Cynire, Narcisses vän (haute-contre)
- Sylphie, en nymf (sopran)
- Thanais, en nymf (sopran)

## Handling
Echo älskar Narciss men han är besatt av en vattennymf som han inte kan fånga (nymfen är i själva verket hans egen spegelbild). Det var guden Apollon som la denna förbannelse över Narcisse. Just som Echo ska dö av sorg lyfter Amour bort förbannelsen. Echo och Narcisse kan äntligen få varandra.